# SAX-MAX Dresden
SAX-MAX Snooker e. V. Dresden ist ein Snookerverein aus Dresden. Der 2005 gegründete Verein spielte von 2013 bis 2016 in der 1. Bundesliga und wurde 2014 deutscher Vizemeister.

## Geschichte
| Platzierungen (seit 2009) | Platzierungen (seit 2009) | Platzierungen (seit 2009) |
| Saison                    | Liga (Spielklasse)        | Platz                     |
| ------------------------- | ------------------------- | ------------------------- |
| 2009/10                   | 2. Bundesliga Süd (2)     | 4                         |
| 2010/11                   | 2. Bundesliga Nord (2)    | 7                         |
| 2011/12                   | Sachsenliga (3)           | 1                         |
| 2012/13                   | 2. Bundesliga Nord (2)    | 2                         |
| 2013/14                   | 1. Bundesliga (1)         | 2                         |
| 2014/15                   | 1. Bundesliga (1)         | 3                         |
| 2015/16                   | 1. Bundesliga (1)         | 5                         |
| 2016/17                   | 1. Sachsenliga (3)        | 2                         |
| 2017/18                   | 2. Bundesliga Süd (2)     | 8                         |
| 2018/19                   | Oberliga Sachsen (3)      | 2                         |
| 2019/20                   | 2. Bundesliga Nord (2)    | 2                         |
| 2020/21                   | 2. Bundesliga Nord (2)    | –                         |
| 2021/22                   | 2. Bundesliga Nord (2)    | 4                         |
| 2022/23                   | 2. Bundesliga Nord (2)    | 2                         |

Im Jahr 2009 stieg der Verein in die 2. Bundesliga auf. Nachdem die Mannschaft 2010 Vierter geworden war, folgte 2011 mit dem siebenten Platz der Abstieg in die Sachsenliga. Dort kam SAX-MAX Dresden in der Saison 2011/12 ohne Punktverlust auf den ersten Platz und schaffte damit den direkten Wiederaufstieg in die zweite Liga. Ein Jahr später stieg die Mannschaft als Zweitplatzierter in die 1. Bundesliga auf, in der sie 2014 deutscher Vizemeister wurde. Im November 2014 wurden die Dresdner deutscher Pokalsieger. In der Saison 2014/15 erzielten sie in der Bundesliga den dritten Platz. Nach der Saison 2015/16, in der man den fünften Platz belegt hatte, zog SAX-MAX Dresden seine Mannschaft in die 1. Sachsenliga zurück.
In der Sachsenliga gelang den Dresdnern 2017 mit dem zweiten Platz der Aufstieg in die zweite Liga, in der sie in der Saison 2017/18 den letzten Platz belegten und abstiegen. Anschließend gelang der Mannschaft mit dem zweiten Platz in der Oberliga der Wiederaufstieg. In der aufgrund der COVID-19-Pandemie abgebrochenen Saison 2019/20 erreichte man in der zweiten Liga den zweiten Platz. Nachdem die Spielzeit 2020/21 pandemiebedingt annulliert worden war, wurde das Team in der Saison 2021/22 Vierter. In der Saison 2022/23 erreichte SAX-MAX den 2. Platz und stieg in die 1. Bundesliga auf.

## Aktuelle und ehemalige Spieler
(Auswahl)
- Ilja Bauer
- Steffen Conrad
- Alexander Ethner
- Franco Goldbach
- Hannes Hermsdorf
- Frank Hilbenz
- Peter Kloppisch
- Lukas Körnig
- Lukas Krenek
- Christoph Richter
- Daniel Schneider
- Karl-Fred Schulz
- Bernhard Schwarze
- Rick Sonnabend
- Martin Straßberger
- Christian Ufer
- Jan Utikal
- Marco Weber